# De Zoon van Vallalkozo
De Zoon van Vallalkozo is het achtste album uit de stripreeks Orphanimo!!. Het album verscheen op 26 juni 2006.

## Verhaal
De ballon van de wezen komt terecht in een zware storm. Met moeite slagen ze erin te voorkomen dat de ballon, en daarmee het huis, neerstort in zee.
Hari Vallalkozo, Hanz, Wilbur en Orville zitten de wezen nog altijd op de hielen, maar de storm hindert hen ook. Vallakozo laat dan ook alle hoop op een weerzien met zijn dierbare Alice varen. Maar dan krijgt hij onverwacht bezoek…